# Gunda-Gunde-Evangeliar

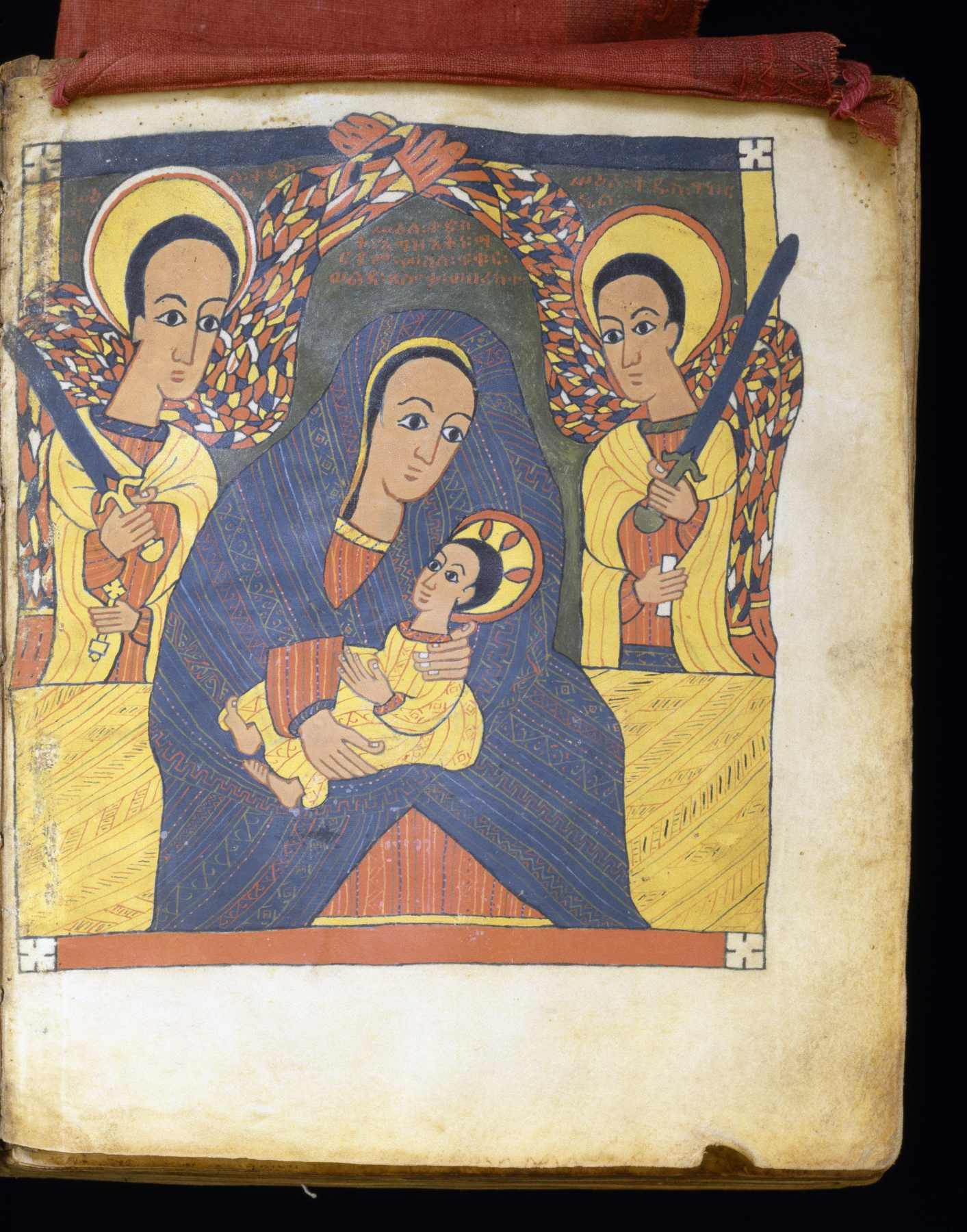
Maria mit dem Kind, beschützt von den Erzengeln Michael und Gabriel

Das Gunda-Gunde-Evangeliar ist eine der bedeutendsten Ge’ez-Handschriften der vier Evangelien (Evangeliar). Sie stammt aus dem Kloster Gunda Gunde in der Region Tigray im Norden Äthiopiens und befindet sich heute als Ms W.850 im Walters Art Museum in Baltimore.

## Bedeutung und Geschichte
Das Gunda-Gunde-Evangeliar ist, wie sich aus Stil und Paläographie erschließen lässt, in der ersten Hälfte des 16. Jahrhunderts im Kloster Gunda Gunde entstanden. Es handelt sich um ein hervorragendes Beispiel für den Gunda-Gunde-Stil der äthiopischen Buchkunst und einen wichtigen Repräsentanten der Texttradition der äthiopischen Bibelübersetzung. Der in amharischer Sprache geschriebene Kolophon auf fol. 207v nennt in einer gereimten Zusammenfassung die Geburt und Beschneidung Christi sowie seine Taufe als zentrale Inhalte des Evangeliums. Leider enthält der Kolophon nur den Tag, nicht das Datum der Abfassung.
Aus einer Notiz am Ende des Markusevangeliums geht hervor, dass die Handschrift im Jahr 1885 des Äthiopischen Kalenders (1892–1893 des gregorianischen Kalenders)  der Kirche Mǝğäte Mädḫane ‛Aläm in Majate gehörte. Von dort gelangte es auf ungeklärtem Weg in eine französische Privatsammlung, bevor das Walters Art Museum Baltimore das Evangeliar im Jahr 1998 in London für seine Sammlung erwarb.

## Text
Die sehr gut erhaltene Handschrift enthält den Text der vier Evangelien, eine Einleitung in die Evangelien sowie die Eusebschen Kanontafeln. Lediglich einzelne Abschnitte des Matthäus- und Lukasevangeliums fehlen durch Blattverlust.
Die jeweils erste Seite jedes Evangeliums ist durch Ornamente und abwechselnd rote und schwarze Tinte graphisch hervorgehoben. Die Ziffern der Kanontafeln sind dem Text am Rand beigegeben; in besonderen Fällen sind die Parallelstellen der anderen Evangelien am oberen Kolumnenrand angegeben. Die Handschrift enthält den sekundären Markusschluss.

## Bilder
Vor dem Beginn jedes Evangeliums steht ein Bildnis des Evangelisten, der mit Schreibwerkzeugen dargestellt ist, wie er beginnt, sein Evangelium zu schreiben. Außerdem gibt es Darstellungen zentraler Ereignisse der Geschichte Jesu: Ein Zyklus von Bildern, der die Handschrift eröffnet, behandelt die Geburt Christi und enthält die Darstellung der unschuldigen Kinder, der Hirten und der Weisen aus dem Morgenland sowie Maria mit dem Kind. Zwischen Matthäus- und Markusevangelium findet sich eine Darstellung der Verklärung. Auf das Johannesevangelium folgen Darstellungen von Maria und Johannes sowie der Kreuzigung und der Himmelfahrt.
Die Bilder bestehen aus kräftigen Farbblöcken, die von detaillierten und oft zarten linearen Motiven begrenzt werden. Die Figuren sind stilisiert und ausdrucksstark. Das Manuskript ist außergewöhnlich gut erhalten und stellt ein hervorragendes und seltenes Beispiel äthiopischer Buchmalerei aus einem seiner wichtigen künstlerischen Zentren dar.

## Ausgewählte Seiten

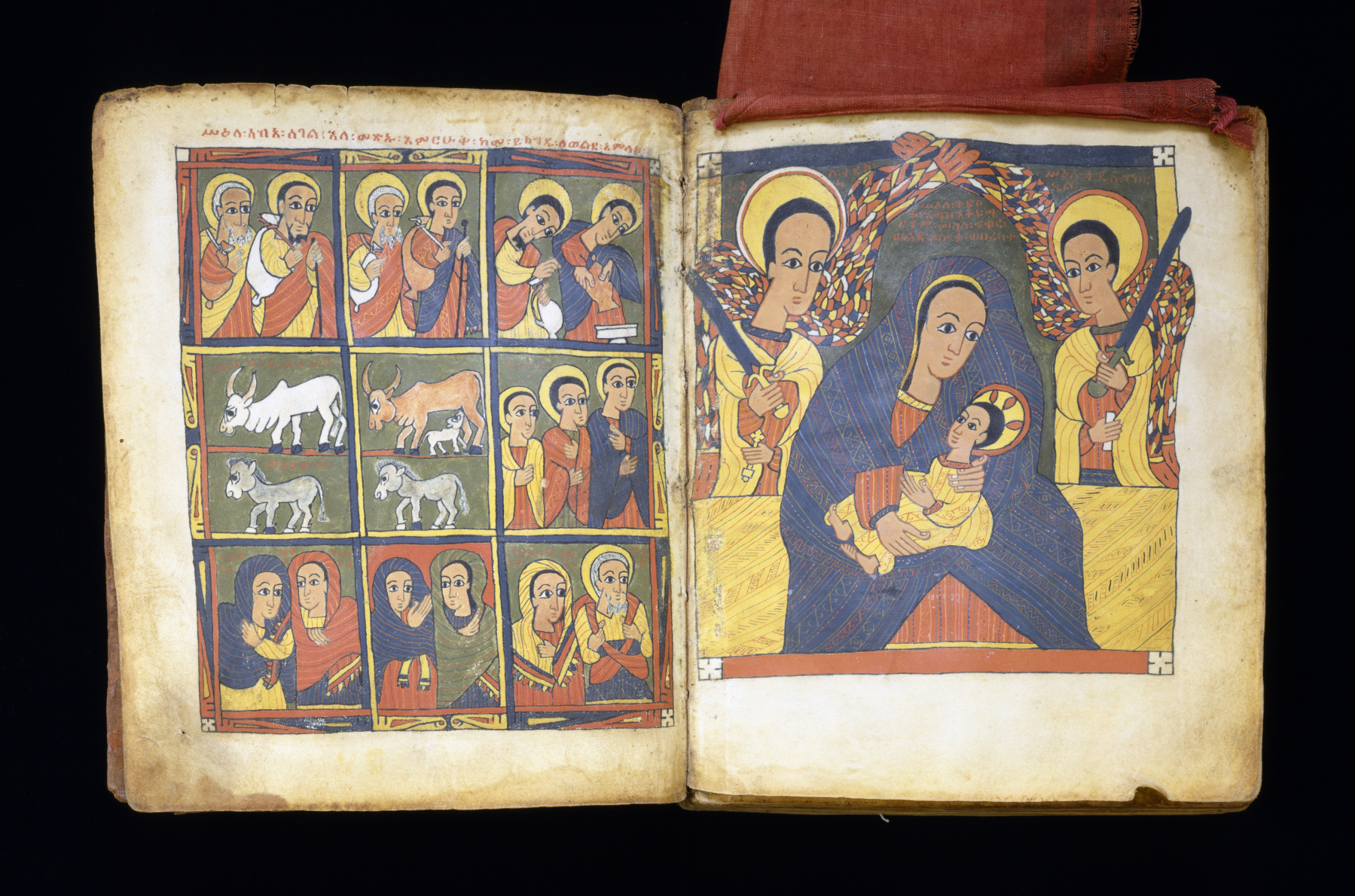
Hirten und Könige sowie Geburt Christi (fol. 2v–3r)
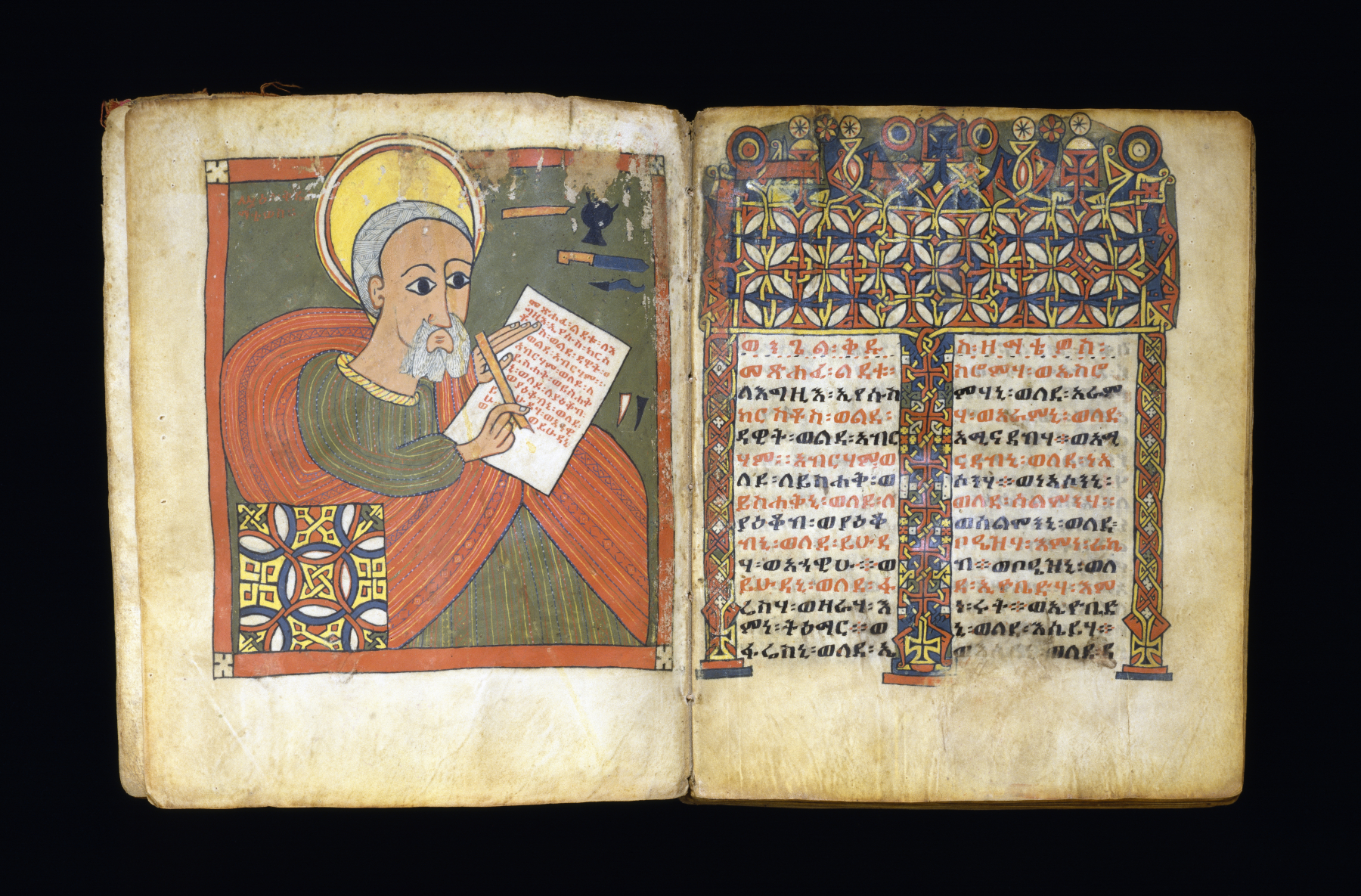
Evangelist Matthäus und Matthäusevangelium (fol. 4v–5r)
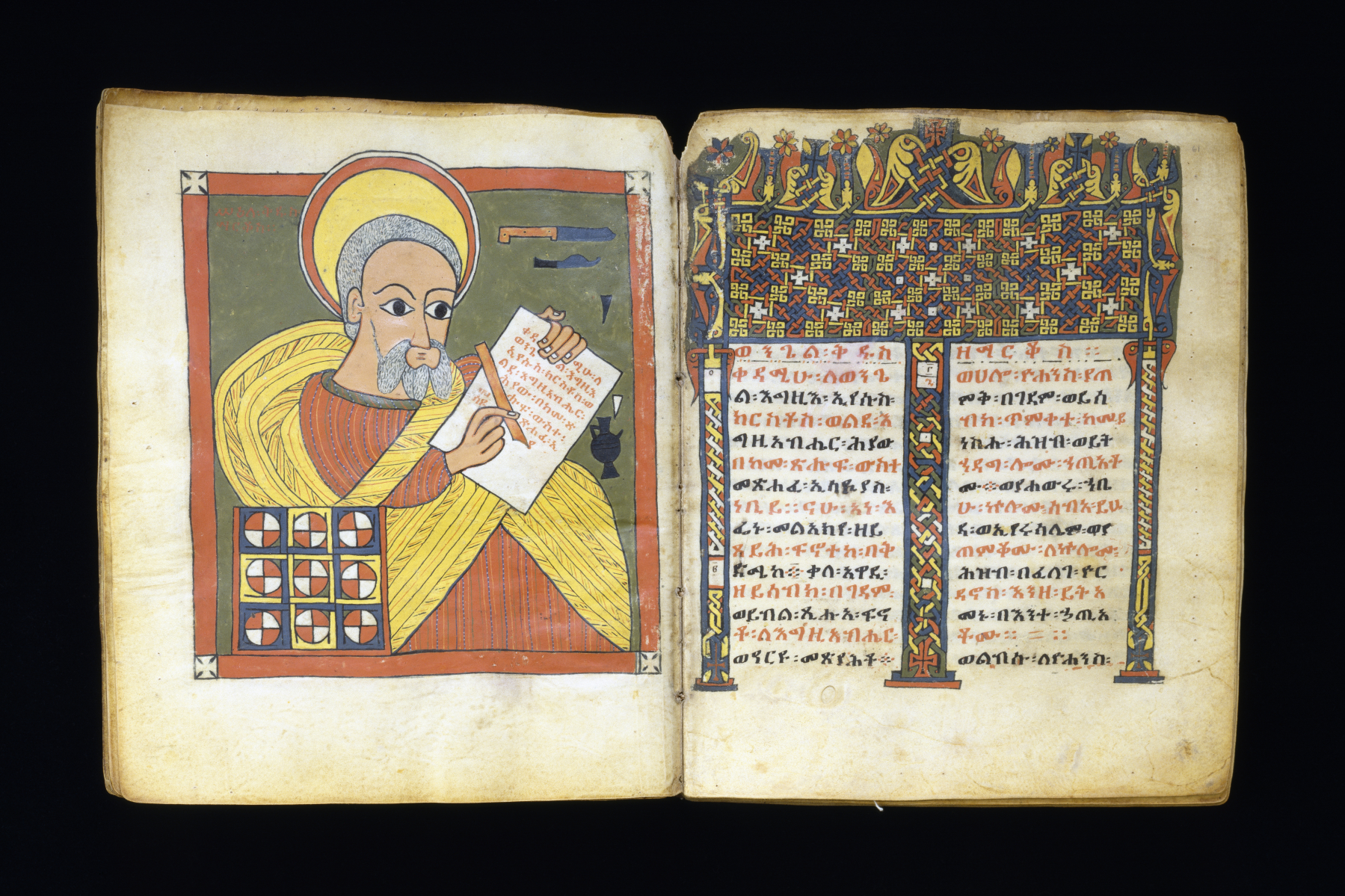
Evangelist Markus und Markusevangelium (fol. 60v–61r)
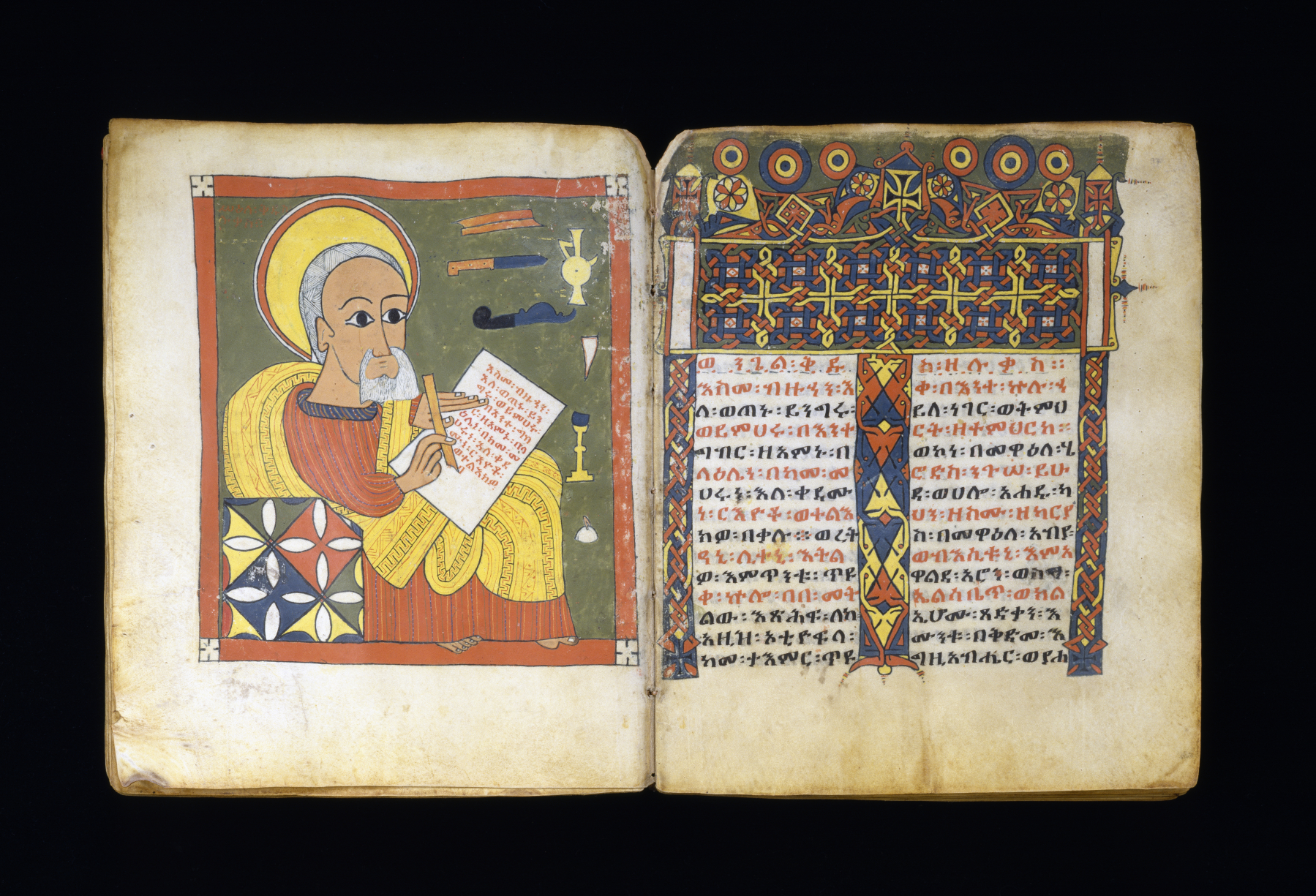
Evangelist Lukas und Lukasevangelium (fol. 96v–97r)
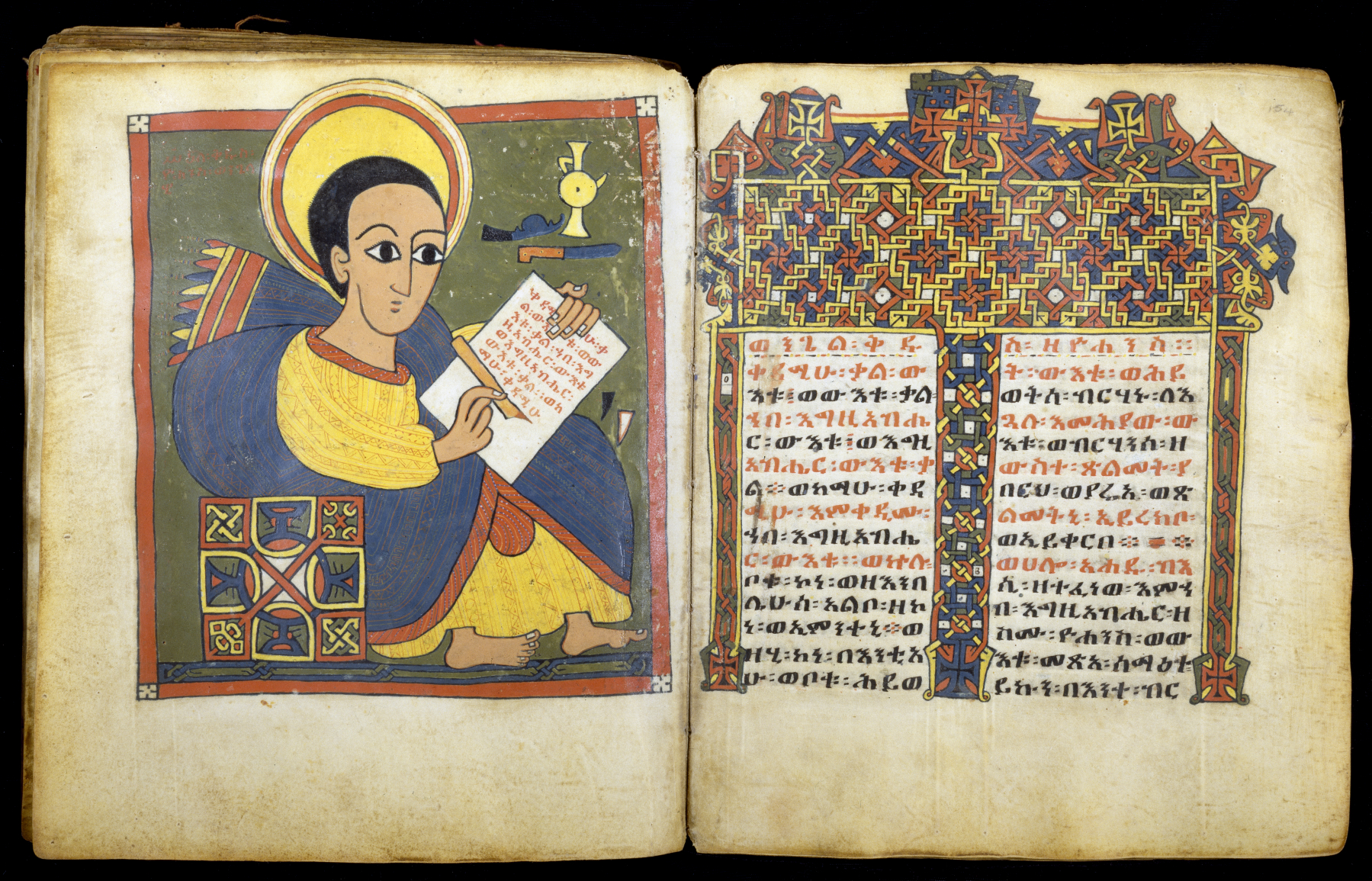
Evangelist Johannes und Johannesevangelium (fol. 153v–154r)
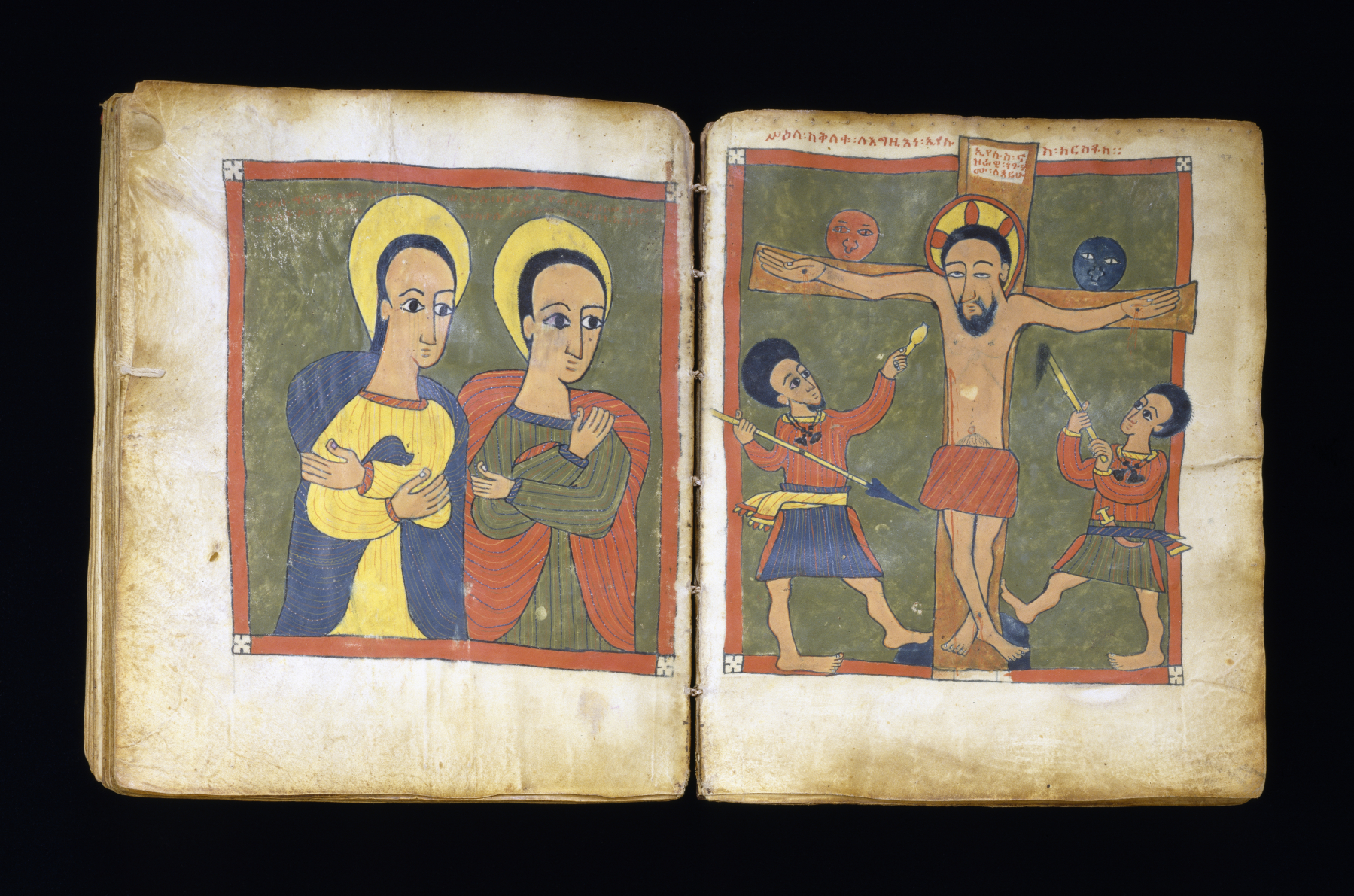
Maria und Johannes und Kreuzigung (fol. 196v–197r)
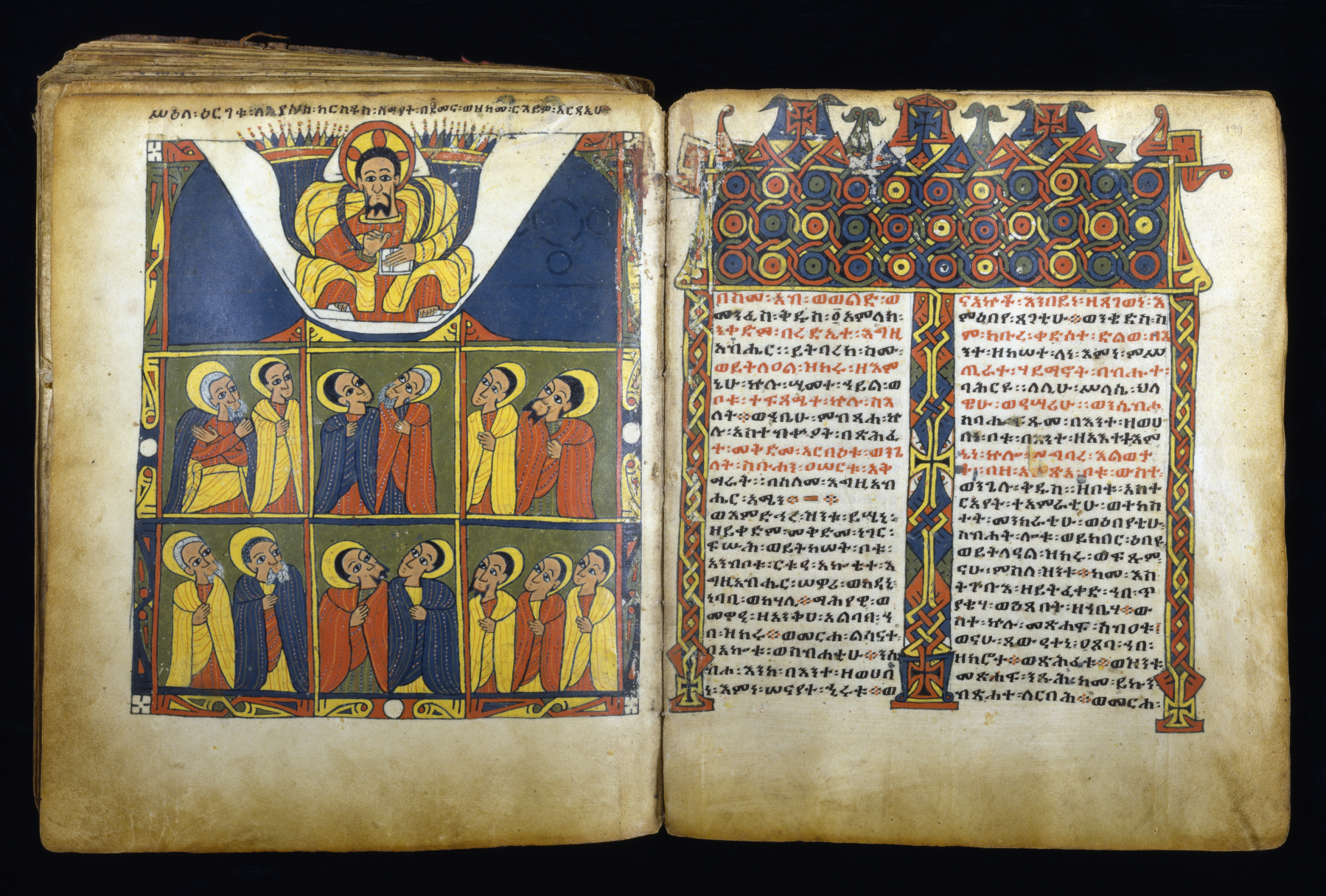
Himmelfahrt und Beginn der Einleitung in die Evangelien (fol. 198v-199r)
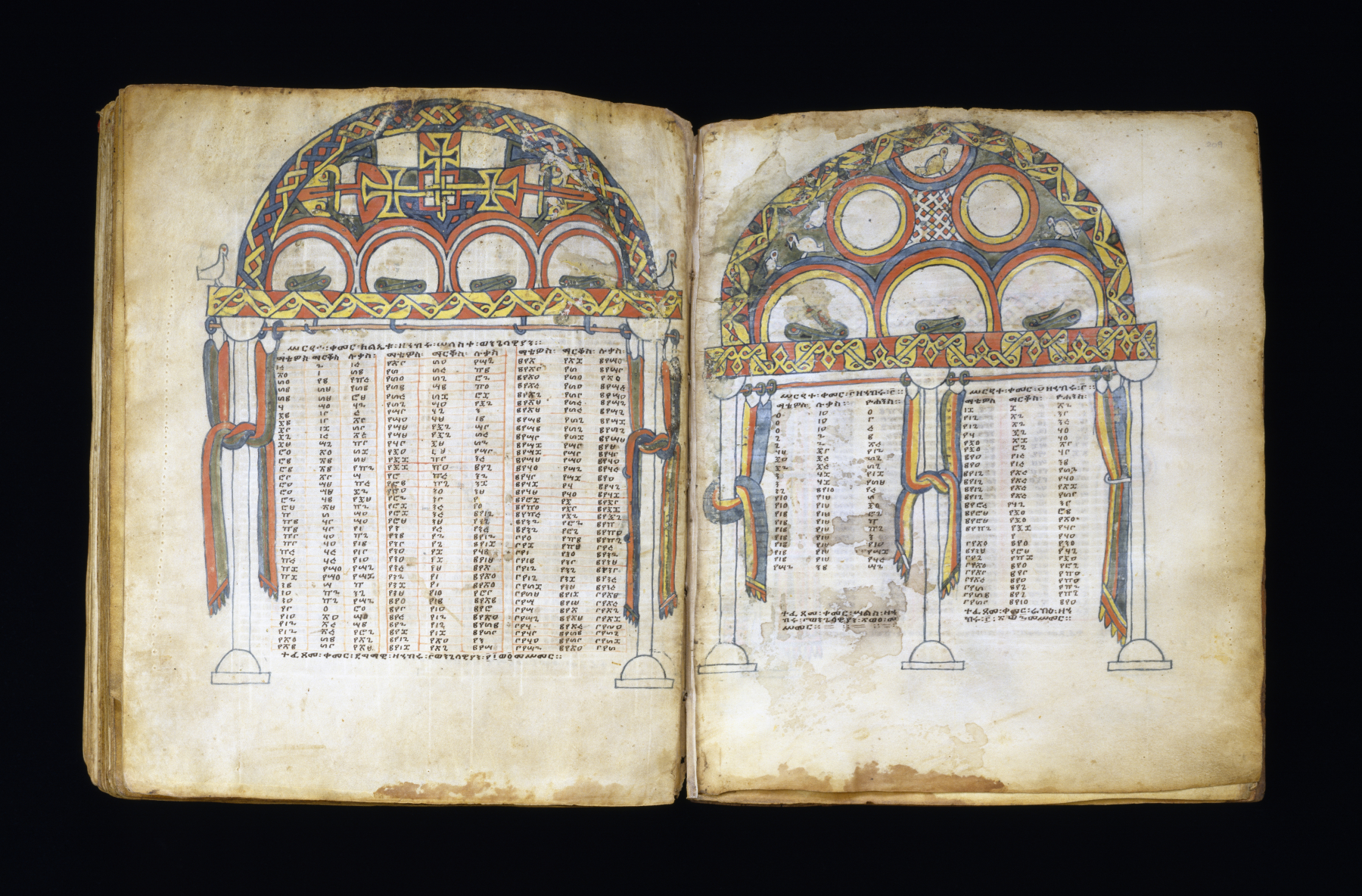
Kanontafeln (fol. 208v–209r)